# Pronom en hongrois
Cet article se limite à la partie de la morphologie du hongrois qui s’occupe des pronoms, traitant, dans la vision de la grammaire traditionnelle, de leur classification, de leur formation et de leur utilisation pronominale et adjectivale, ainsi que des morphèmes qui expriment les traits grammaticaux qui les caractérisent : la personne, le nombre et le cas.

## Classification des pronoms
La plupart des grammaires du hongrois prennent en compte neuf espèces de pronoms : personnels, réfléchis, de réciprocité, possessifs, démonstratifs, interrogatifs, relatifs, indéfinis et généraux.
En fonction des types de mots qu’ils peuvent remplacer, les pronoms se divisent en substantivaux, adjectivaux et numéraux.
La classe des pronoms substantivaux comprend les pronoms personnels, les pronoms réfléchis, le pronom de réciprocité, les pronoms possessifs, une partie des pronoms démonstratifs, deux pronoms interrogatifs, les pronoms relatifs, les pronoms indéfinis et les pronoms généraux.
La catégorie des pronoms adjectivaux est constituée d’une partie des pronoms démonstratifs et d’une partie des interrogatifs.
Parmi les pronoms numéraux sont rangés certains pronoms démonstratifs et certains relatifs.
Les grammaires du hongrois considèrent comme des pronoms ce que les grammaires du français comptent parmi les adjectifs pronominaux, bien qu’en hongrois aussi il y ait des mots qui ne peuvent être que pronoms (par exemple, les personnels, les réfléchis, celui de réciprocité et les possessifs), d’autres qui peuvent être pronoms ou adjectifs (la plupart des démonstratifs et des interrogatifs, une partie des relatifs, des indéfinis et des généraux), d’autres encore qui ne peuvent être qu’adjectifs pronominaux.

## Les pronoms personnels
Les formes de nominatif et d’accusatif des pronoms personnels sont :
| Nominatif | én « je, moi » | te « tu, toi » | ő « il, lui / elle » | mi « nous »        | ti « vous »          | ők « ils, eux / elles » |
| Accusatif | engem          | téged          | őt                   | minket / bennünket | titeket / benneteket | őket                    |

Il y a des pronoms pour deux degrés différents de politesse : maga (pluriel maguk), de la racine mag, moins poli, et ön (pluriel önök) plus poli, les deux étant grammaticalement de la 3e personne.
La personne du verbe étant exprimée par le suffixe personnel, le pronom personnel au nominatif est utilisé à côté du verbe si seulement on met la personne en relief : Beszéltem az igazgatóval. « J’ai parlé au directeur. » – Én beszéltem az igazgatóval. « C’est moi qui ai parlé au directeur. »
Seuls les pronoms personnels de la 3e personne forment l’accusatif comme les noms, les autres ayant des formes irrégulières.
Les autres cas des pronoms de politesse se forment comme ceux des noms (voir La déclinaison), ces pronoms ayant tous les cas propres aux noms. Par contre, les mêmes cas des autres pronoms ne se forment pas à partir du nominatif + un suffixe casuel, mais on utilise les suffixes casuels mêmes, auxquels on ajoute les suffixes possessifs pour l’objet possédé. Ces formes sont dépourvues des cas translatif-factitif, terminatif, formatif et essif-formel.
| Cas          | Suffixe        | én « je, moi » | te « tu, toi » | ő « il, lui / elle » | mi « nous » | ti « vous » | ők « ils, eux / elles » | Exemple en phrase                                                                              |
| ------------ | -------------- | -------------- | -------------- | -------------------- | ----------- | ----------- | ----------------------- | ---------------------------------------------------------------------------------------------- |
| datif        | -nak/-nek      | nekem          | neked          | neki                 | nekünk      | nektek      | nekik                   | Add nekem a kocsidat « Prête-moi ta voiture »                                                  |
| instrumental | -val/-vel      | velem          | veled          | vele                 | velünk      | veletek     | velük                   | Veled megyek « J’y vais avec toi »                                                             |
| causal-final | -ért           | értem          | érted          | érte                 | értünk      | értetek     | értük                   | Értetek teszek mindent « C’est pour vous que je fais tout »                                    |
| inessif      | -ban/-ben      | bennem         | benned         | benne                | bennünk     | bennetek    | bennük                  | Bízom bennetek « J’ai confiance en vous »                                                      |
| superessif   |                | rajtam         | rajtad         | rajta                | rajtunk     | rajtatok    | rajtuk                  | Rajtad a sor « C’est ton tour »                                                                |
| adessif      | -nál/-nél      | nálam          | nálad          | nála                 | nálunk      | nálatok     | náluk                   | Nálad van a kulcs « La clé est sur toi »                                                       |
| sublatif     | -ra/-re        | rám            | rád            | rá                   | ránk        | rátok       | rájuk                   | Rátok várok « C’est vous que j’attends »                                                       |
| délatif      | -ról/-ről      | rólam          | rólad          | róla                 | rólunk      | rólatok     | róluk                   | Róluk van szó « C’est d’eux/elles qu’il s’agit »                                               |
| illatif      | -ba/-be        | belém          | beléd          | belé                 | belénk      | belétek     | beléjük                 | Szerelmes beléd « Il/Elle est amoureux(euse) de toi »                                          |
| élatif       | -ból/-ből      | belőlem        | belőled        | belőle               | belőlünk    | belőletek   | belőlük                 | Levágott egy ágat és furulyát csinált belőle « Il a coupé une branche et en a fait une flûte » |
| allatif      | -hoz/-hez/-höz | hozzám         | hozzád         | hozzá                | hozzánk     | hozzátok    | hozzájuk                | Hozzátok jöttem « C’est chez vous que je suis venu(e) »                                        |
| ablatif      | -tól/-től      | tőlem          | tőled          | tőle                 | tőlünk      | tőletek     | tőlük                   | Nem várok tőlük semmit « Je n’attends rien d’eux/elles »                                       |

La forme de nominatif de chaque pronom personnel peut constituer des mots composés avec les formes casuels du tableau ci-dessus, de la même personne, pour accentuer celle-ci : Tehozzád jöttem « C’est chez toi que je suis venu(e) », Őtőle jövök « C’est de chez lui/elle que je viens » Dans cette situation, la forme de nominatif de la 3e personne du pluriel se réduit à ő : Őtőlük jövök « C’est de chez eux/elles que je viens »
Les pronoms personnels sont aussi utilisés pour accentuer la personne du possesseur : az én házam « ma maison à moi », a te házad « ta maison à toi », etc.

## Les pronoms réfléchis
De la racine mag, dont on forme le pronom de politesse maga (pl. maguk), on forme aussi les pronoms réfléchis, utilisés en fait surtout pour accentuer la personne. On peut les utiliser avec ou sans les pronoms personnels. Leurs formes de nominatif sont :
- (én) magam « moi-même »
- (te) magad « toi-même »
- (ő) maga « lui/elle-même »
- (mi) magunk « nous-mêmes »
- (ti) magatok « vous-mêmes »
- (ők) maguk « eux/elles-mêmes »

Exemple en proposition : (Ti) magatok vagytok a hibásak « C’est vous-mêmes les coupables »
Avec le mot saját ou le préfixe ön-, ces pronoms acquièrent une force supplémentaire : Saját magad mondtad ezt. « C’est toi-même qui as dit ça. », Nincs tisztában önmagával. « Il/Elle n’est pas en clair avec lui/elle-même. »
Ces pronoms peuvent avoir les mêmes cas que les pronoms personnels, mais se déclinent comme les noms, avec la particularité qu’à l’accusatif, les formes de 1re et 2e personnes du singulier peuvent, dans certaines situations, être identiques avec le nominatif.
En tant que pronoms réfléchis au sens où on les entend dans les grammaires du français, on utilise les formes d’accusatif et de datif de ces pronoms : Nézi magát a tükörben « Il/Elle se regarde dans la glace », Nadrágot varrt magának « Il/Elle s’est cousu un pantalon », Ismerem magam(at) « Je me connais », Megismerted magad(at) a fényképen ? « Tu t’es reconnu(e) sur la photo ? »
Il y a aussi un pronom appelé « de réciprocité », egymás, de la 3e personne du singulier, qui correspond à « l’un l’autre, les uns les autres ». Il peut être utilisé avec les mêmes suffixes casuels que le pronom maga : Látták egymást « Ils/Elles se sont vu(e)s l’un(e) l’autre », Írnak egymásnak « Ils/Elles s’écrivent [l’un(e) à l’autre] », Elváltak egymástól « Ils/Elles se sont séparé(e)s [l’un(e) de l’autre] ».

## Les pronoms possessifs
Ces pronoms sont toujours précédés de l’article défini . Leurs formes :
| Possesseur(s)         | Objet(s) possédé(s)       | 1re personne                              | 2e personne                         | 3e personne               |
| --------------------- | ------------------------- | ----------------------------------------- | ----------------------------------- | ------------------------- |
| Un possesseur         | Un objet possédé          | az enyém « le/la mien(nne) »              | a tied ou tiéd « le/la tien(ne) »   | az övé « le/la sien(ne) » |
| Un possesseur         | Plusieurs objets possédés | az enyéim ou az enyémek « les mien(ne)s » | a tieid ou tiéid « les tien(ne)s »  | az övéi « les sien(ne)s » |
| Plusieurs possesseurs | Un objet possédé          | a mienk ou miénk « le/la nôtre »          | a tietek ou tiétek « le/la vôtre »  | az övék « le/la leur »    |
| Plusieurs possesseurs | Plusieurs objets possédés | a mieink ou miéink « les nôtres »         | a tieitek ou tiéitek « les vôtres » | az övéik « les leurs »    |

On considère également comme des pronoms possessifs les pronoms personnels de politesse munis du suffixe -é du possesseur, le même qui est appliqué aux noms :
| Possesseur(s)         | Objet(s) possédé(s)       | maga                     | ön                       |
| --------------------- | ------------------------- | ------------------------ | ------------------------ |
| Un possesseur         | Un objet possédé          | a magáé « le/la vôtre »  | az öné « le/la vôtre »   |
| Un possesseur         | Plusieurs objets possédés | a magáéi « les vôtres »  | az önéi « les vôtres »   |
| Plusieurs possesseurs | Un objet possédé          | a maguké « le/la vôtre » | az önöké « le/la vôtre » |
| Plusieurs possesseurs | Plusieurs objets possédés | a magukéi « les vôtres » | az önökéi « les vôtres » |

Pour exprimer une possession exclusive, à la place des pronoms possessifs on peut utiliser le mot saját avec les suffixes pour l’objet possédé, ou maga avec ces suffixes, plus celui pour le possesseur, -é : Töltöttem pezsgőt Péter poharába, de a sajátomba/magaméba nem « J’ai versé du champagne dans le verre de Péter, mais pas dans le mien »
Les pronoms possessifs se déclinent comme les noms (Ne csak Péter poharába tölts pezsgőt, az enyémbe is! « Ne verse pas de champagne seulement dans le verre de Péter, mais dans le mien aussi ! ») et on peut les construire avec des postpositions : A kocsimmal a tiétek mögé állok « Je gare ma voiture derrière la vôtre ».

## Les pronoms démonstratifs
Leurs formes :
| Proximité                                                     | Proximité                                                         | Éloignement                                                   | Éloignement                                                   |
| Singulier                                                     | Pluriel                                                           | Singulier                                                     | Pluriel                                                       |
| ------------------------------------------------------------- | ----------------------------------------------------------------- | ------------------------------------------------------------- | ------------------------------------------------------------- |
| ez « celui/celle-ci, ceci, ce(t)/cette …-ci »                 | ezek « ceux/celles-ci, ces …-ci »                                 | az « celui/celle-là, cela, ce(t)/cette …-là »                 | azok « ceux/celles-là, ces …-là »                             |
| emez « celui/celle-ci, ceci, ce(t)/cette …-ci »               | emezek « ceux/celles-ci, ces …-ci »                               | amaz « celui/celle-là, cela, ce(t)/cette …-là »               | amazok « ceux/celles-là, ces …-là »                           |
| ugyanez « la même chose, le/la même »                         | ugyanezek « les mêmes »                                           | ugyanaz « la même chose, le/la même »                         | ugyanazok « les mêmes »                                       |
| mindez « tout ceci, tout ça, tout(e) ce(t)/cette …-ci »       | mindezek « tous ceux/toutes celles-ci, tous/toutes ces …-ci »     | mindaz « tout cela, tout ça, tout(e) ce(t)/cette …-là »       | mindazok « tous ceux/toutes celles-là, tous/toutes ces …-là » |
| ilyen « tel(le), comme celui/celle-ci, comme ceci, comme ça » | ilyenek « tel(le)s, comme ceux/celles-ci »                        | olyan « tel(le), comme celui/celle-là, comme cela, comme ça » | olyanok « tel(le)s, comme ceux/celles-là »                    |
| ugyanilyen « pareil(le) à celui/celle-ci, pareil(le) à ceci » | ugyanilyenek « pareil(le)s à ceux/celles-ci, pareil(le)s à cela » | ugyanolyan « pareil(le) à celui/celle-là »                    | ugyanolyanok « pareil(le)s à ceux/celles-là »                 |
| efféle « comme ceci, de cette sorte-ci »                      | effélék « comme ceci, de cette sorte-ci »                         | afféle « comme cela, de cette sorte-là »                      | affélék « comme cela, de cette sorte-là »                     |
| ekkora « grand(e) comme ceci »                                | ekkorák « grand(e)s comme ceci »                                  | akkora « grand(e) comme cela »                                | akkorák « grand(e)s comme cela »                              |
| ugyanekkora « aussi grand(e) que ceci »                       | ugyanekkorák « aussi grand(e)s que ceci »                         | ugyanakkora « aussi grand(e) que cela »                       | ugyanakkorák « aussi grand(e)s que cela »                     |
| ennyi « autant »                                              | –                                                                 | annyi « autant »                                              | –                                                             |
| ugyanennyi « toujours autant »                                | –                                                                 | ugyanannyi « toujours autant »                                | –                                                             |

Remarques :
1. Du point de vue phonologique, les formes de proximité et d’éloignement diffèrent par le degré d’antériorité des voyelles qu’elles contiennent, sans tenir compte de celles des mots avec lesquels sont formés les pronoms composés. Aussi, les formes de proximité contiennent-elles des voyelles antérieures et celles d’éloignement – des voyelles postérieures.
2. Très souvent, le pronom démonstratif d’éloignement est utilisé dans une proposition principale comme antécédent d’une proposition subordonnée, mais dans ce cas il n’exprime plus l’éloignement : Azt mondta, hogy esik az eső « Il/Elle a dit qu’il pleuvait » (littéralement « Cela il/elle a dit qu’il pleut ».
3. Chaque pronom démonstratif peut aussi être utilisé en tant qu’adjectif : Ezt a kocsit veszem meg « C’est cette voiture que j’achète » – Ezt veszem meg « C’est celle-ci que j’achète » ; Ilyen kocsit ne vegyél « N’achète pas une voiture comme celle-ci » – Ilyet ne vegyél « N’en achète pas une comme celle-ci. » ; Ugyanannyi pénzem van, mint neki « J’ai autant d’argent que lui / qu’elle » – Ugyanannyim van, mint neki « J’en ai autant que lui / qu’elle ».
4. Les formes emez « celui/celle-ci, ceci, ce(t)/cette …-ci » (pl. emezek) et amaz « celui/celle-là, cela, ce(t)/cette …-là » (pl. amazok) sont utilisées en opposition avec ez aussi bien qu’avec az, lorsqu’il s’agit de trois objets ou trois groupes d’objets : Az a szék kényelmes, ez kényelmetlen, emez pedig még kényelmetlenebb « Cette chaise-là est confortable, celle-ci est inconfortable, et celle-ci encore plus inconfortable » ; Ezek a könyvek olcsók, azok drágábbak, amazok pedig még drágábbak « Ces livres-ci sont bon marché, ceux-là plus chers et ceux-là encore plus chers ».
5. Les pronoms démonstratifs ez, az et ceux composés avec ceux-ci, en fonction adjectivale, sont suivis du nom déterminé muni de l’article défini et s’accordent avec le nom (ez a ház « cette maison », ezek a házak « ces maisons », ezért a házért « pour cette maison »), mais d’autres se comportent comme les adjectifs qualificatifs en fonction d’épithète, ils ne s’accordent donc pas avec le nom déterminé, qui n’a pas d’article : ilyen ház « une telle maison », ilyen házak « de telles maisons », ilyen házért « pour une telle maison ».
6. Si un nom est construit avec une postposition, les pronoms démonstratifs ez, az et ceux composés avec ceux-ci, en fonction adjectivale, sont suivis de la même postposition : ez alatt a ház alatt « sous cette maison », az után a baleset után « après cet accident ». Si la postposition commence par une consonne, les pronoms ez et az se réduisent à e et a, respectivement : e mellett az épület mellett « près de ce bâtiment », a miatt az asszony miatt « à cause de cette femme-là ».
7. Les pronoms az, azok sont aussi utilisés pour éviter la confusion sur le sujet de la proposition : A kislány intett a papájának. Az rögtön odalépett « La fillette a fait signe à son papa. Celui-ci y est allé tout de suite ».
8. Pour éviter la répétition de l’attribut, on utilise le pronom az (pl. azok) : Franciák vagytok ? – Azok vagyunk « Vous êtes Français ? – Nous le sommes ».

### Déclinaison des pronoms démonstratifs
Les pronoms démonstratifs peuvent recevoir les mêmes suffixes casuels que les noms. La consonne z des pronoms ez et az assimilent la première consonne de certains suffixes, étant assimilée par la première consonne d’autres suffixes :
| ez + ből → ebből          | az + ból → abból          | Ebből adj! « Donne-moi de ça ! »                                |
| ez + hez → ehhez          | az + hoz → ahhoz          | Mit szólsz ehhez? « Qu’est-ce que tu dis de ça ? »              |
| ez + nek → ennek          | az + nak → annak          | Annak az úrnak szóljon! « Adressez-vous à ce monsieur-là ! »    |
| ez + ről → erről          | az + ról → arról          | Erről ne beszélj! « Ne parle pas de ça ! »                      |
| ez + től → ettől          | az + tól → attól          | Nem félek attól a kutyától « Je n’ai pas peur de ce chien-là »  |
| ez + vé → ezzé            | az + vá → azzá            | Ezzé váltak az álmaim « C’est cela que sont devenus mes rêves » |
| ez + vel → ezzel ou evvel | az + val → azzal ou avval | Azzal/Avval a tollal írjál! « Écris avec ce stylo-là ! »        |

Le suffixe -ig cause le changement de z en dd :
| ez + ig → eddig | az + ig → addig | Addig a fáig megyek « Je vais jusqu’à cet arbre-là » |

Les pronoms ilyen et olyan perdent la consonne n à l’accusatif : Ilyet ne mondj! « Ne dis pas une chose pareille ! », Olyat akarok « J’en veux un(e) comme celui/celle-là ».

## Les pronoms interrogatifs
Leurs formes sont :
| Singulier   | Pluriel     | Exemple                                                                                     |
| ----------- | ----------- | ------------------------------------------------------------------------------------------- |
| ki?         | kik?        | Kik ezek az emberek? « Qui sont ces hommes ? »                                              |
| mi?         | mik?        | Mik történtek itt? « Qu’est-ce qui se passe ici ? »                                         |
| melyik?     | melyek?     | Melyek tetszenek? « Lesquel(le)s aimes-tu ? »                                               |
| milyen?     | milyenek?   | Milyen lakást veszel? « Quel appartement achètes-tu ? »                                     |
| melyik?     | mely?       | Mely filmek érdekelnek? « Quels films t’intéressent ? »                                     |
| miféle?     | mifélék?    | Miféle ruhákat viselsz? « Quelle sorte de vêtements portes-tu ? »                           |
| mekkora?    | mekkorák?   | Mekkora a stadion? « Quels sont les dimensions du stade ? »                                 |
| hány?       | hány?       | Hány vendég jön? « Combien d’invités viennent ? »                                           |
| mennyi?     | mennyi?     | Mennyi tejet akarsz a kávéba? « Combien de lait veux-tu dans ton café ? »                   |
| hányadik?   | hányadik?   | Hányadik vagy a listán? « Le/La quantième es-tu sur la liste ? »                            |
| hányszor?   | hányszor?   | Hányszor kell megforgatni a palacsintát? « Combien de fois faut-il tourner les crêpes ? »   |
| hányadszor? | hányadszor? | Hányadszor veszel részt a versenyen? « Pour la quantième fois participes-tu au concours ? » |

Remarques :
1. Ki? et mi? ont aussi des formes du registre familier, kicsoda? et micsoda?, respectivement, composés avec le nom csoda « merveille ».
2. Ki?, kik?, mi?, mik?, melyek?, hányszor? et hányadszor? ont un emploi exclusivement pronominal, melyik?, hány?, mennyi? et hányadik? peuvent être pronoms ou adjectifs, et mely? est uniquement adjectif.
3. Melyik? pronom peut recevoir les suffixes de pluriel pour l’objet possédé : melyikünk? « lequel/laquelle d’entre nous ? », melyiketek? « lequel/laquelle de vous ? », melyikük? « lequel/laquelle d’eux/elles ? »
4. À part hányszor? et hányadszor?, tous les pronoms et adjectifs interrogatifs peuvent recevoir les suffixes casuels, sauf celui du terminatif (-ig) et de l’essif-formel (-ul/-ül). Milyen? perd le n à l’accusatif : milyet?
5. Les pronoms ki? et mi? peuvent recevoir les suffixes pour l’objet possédé : Kije neki az az ember? « Qui est cet homme pour lui/elle ? »
6. Aux pronoms ki?, mi?, melyik? et hányadik? on peut ajouter le suffixe du possesseur : Kié az a kocsi? « À qui est cette voiture-là ? », Mié ez az alkatrész? « À quoi cette pièce appartient-elle? », Ez egy intézmény neve lehet, de melyiké? « Cela pourrait être le nom d’une institution, mais de laquelle ? »
7. Il y a deux mots interrogatifs qui se réfèrent à la quantité : hány? pour le nombre d’entités dénombrables (Hány csésze kávét iszol naponta? « Combien de tasses de café bois-tu par jour ? »), et mennyi? pour la quantité d’une masse indivisible ou pour un prix : Mennyi kávét iszol? « Combien de café bois-tu ? », Mennyibe kerül a kabát? « Combien coûte le manteau ? »

## Les pronoms relatifs
Formes :
| Singular  | Plural    | Exemplu                                                                                             |
| --------- | --------- | --------------------------------------------------------------------------------------------------- |
| aki       | akik      | az az ember, aki ott áll « l’homme qui se tient là-bas »                                            |
| ami       | amik      | az, ami fontos « ce qui est important »                                                             |
| amely     | amelyek   | az ágyak, amelyeket a kirakatban láttunk « les lits que nous avons vus dans la vitrine »            |
| amelyik   | amelyek   | Azt a könyvet adom neked, amelyiket akarod « Je te donne le livre que tu veux »                     |
| amilyen   | amilyenek | Olyan lámpát vegyünk, amilyen Kovácséknak van « Achetons une lampe comme celle que les Kovács ont » |
| amekkora  | amekkorák | Akkora fagyit kapsz, amekkorát kérsz « Tu vas avoir une glace grosse comme tu veux »                |
| ahány     | ahány     | Annyi könyvet rendelünk, ahány kell « Nous commandons autant de livres qu’il faut »                 |
| amennyi   | amennyi   | Annyi húst vegyél, amennyi egy hétre elég « Achète autant de viande qu’il suffit pour une semaine » |
| ahányszor | ahányszor | Annyiszor megyek be, ahányszor akarok « J’y entre autant de fois que je veux »                      |

Remarques :
1. La forme des pronoms relatifs est celle des pronoms interrogatifs précédée de la voyelle a qui y est soudée.
2. Le pronom aki ne se réfère qu’à des personnes.
3. Le pronom ami peut avoir pour antécédent une notion indéfinie exprimée par un pronom démonstratif (Ez az, ami a legjobban fáj « C’est ce qui me fait le plus mal ») ou indéfini : Van valami, amit nem értek « Il y a quelque chose que je ne comprends pas »
4. Le pronom amely peut se référer à un objet, à une notion ou à un animal : az ágyak, amelyeket a kirakatban láttunk « les lits que nous avons vus dans la vitrine », a hideg, amelytől mindenki szenved « le froid dont tous souffrent », a kutya, amelynek a csontot adtam « le chien auquel j’ai donné l’os ».
5. Le pronom amelyik (ayant la même forme de pluriel que amely) sert à désigner un élément bien défini faisant partie d’un groupe, soit un objet (Azt a könyvet adom neked, amelyiket akarod « Je te donne le livre que tu veux »), soit une personne : Amelyikünk előbb ér haza, (az) megmelegíti a levest « Celui/Celle d’entre nous qui rentre le premier/la première, fait réchauffer la soupe ».

## Les pronoms indéfinis
La plupart des pronoms indéfinis se composent des éléments premiers vala- ou né- et d’un pronom interrogatif. Leurs formes sont les suivantes :
- Formés avec vala- :

| Forme      | Nature du nom remplacé ou déterminé                | Emploi     | Exemple |
| ---------- | -------------------------------------------------- | ---------- | --- |
| valaki     | nom de personne                                    | pronominal | Csöngetett valaki « Quelqu’un a sonné »                                                                        |
| valami     | nom de chose                                       | pronominal | Van itt valami « Il y a quelque chose ici »                                                                    |
| valamelyik | nom de personne ou de chose                        | adjectival | Valamelyik fővárosi lapnál dolgozik « Il/Elle travaille à quelque journal de la capitale »                     |
| valamelyik | nom de personne ou de chose                        | pronominal | Valamelyikünk be fog vásárolni « Quelqu’un d’entre nous va faire les courses »                                 |
| valamilyen | nom de chose ou de personne                        | adjectival | Majd találok valamilyen munkát « Je trouverai bien un travail quelconque »                                     |
| valamilyen | nom de chose ou de personne                        | pronominal | Még nincs munkám, de majd találok valamilyet « Je n’ai pas encore de travail, mais j’en trouverai bien un »    |
| valamennyi | nom de personne ou de chose au pluriel             | adjectival | Valamennyi könyv a táskámban van « Tous les livres sont dans mon cartable »                                    |
| valamennyi | nom de personne ou de chose au pluriel             | pronominal | Több könyvet vettem; valamennyi a táskámban van « J’ai acheté plusieurs livres ; tous sont dans mon cartable » |
| valamennyi | nom de matière ou de notion abstraite au singulier | adjectival | Ott töltöttem valamennyi időt « J’ai passé quelque temps là-bas »                                              |
| valamennyi | nom de matière ou de notion abstraite au singulier | pronominal | Ha van időd, tölts velem is valamennyit « Si tu as du temps, passes-en avec moi aussi »                        |

- Formés avec né- :

| Forme      | Nature du nom remplacé ou déterminé | Emploi     | Exemple |
| ---------- | ----------------------------------- | ---------- | --- |
| némi       | nom de chose                        | adjectival | Némi habozás után igent mondott « Après quelque hésitation, il/elle a dit oui »                                                |
| némely(ik) | nom de chose ou de personne         | adjectival | Némely(ik) törvény teljesen érthetetlen « Quelques-unes des lois sont totalement incompréhensibles »                           |
| némelyik   | nom de chose ou de personne         | pronominal | Ezek közül a törvények közül némelyik teljesen érthetetlen « Parmi ces lois, quelques-unes sont totalement incompréhensibles » |
| néhány     | nom de chose ou de personne         | adjectival | Néhány részlet még nincs tisztázva « Quelques détails ne sont pas encore éclaircis »                                           |
| néhány     | nom de chose ou de personne         | pronominal | A részletek közül néhány még nincs tisztázva « Parmi les détails, quelques-uns ne sont pas encore éclaircis »                  |

- Autres pronoms indéfinis :

| Forme       | Nature du nom remplacé ou déterminé      | Emploi     | Exemple |
| ----------- | ---------------------------------------- | ---------- | --- |
| egy se(m)   | nom de personne ou de chose              | pronominal | Egy se(m) jött el « Aucun(e) n’est venu(e) » |
| egyik se(m) | nom de personne ou de chose              | adjectival | Egyik megoldás se(m) jó « Aucune solution n’est bonne » |
| (az) egyik  | nom de personne ou de chose              | adjectival | Az egyik szemem sír, a másik meg nevet « Je ris d’un œil et je pleure de l’autre »                                                                             |
| (az) egyik  | nom de personne ou de chose              | pronominal | Két kocsijuk van, de csak az egyiket használják « Ils ont deux voitures, mais n’en utilisent qu’une »                                                          |
| egyes       | nom de personne ou de chose au pluriel   | adjectival | Egyes embereknek nincs gyakorlati érzékük « Certaines gens n’ont pas de sens pratique »                                                                        |
| egyesek     | nom de personne ou de chose au pluriel   | pronominal | Egyeseknek több gyakorlati érzékük van, mint másoknak « Certains ont moins de sens pratique que d’autres »                                                     |
| másik       | nom de personne ou de chose              | adjectival | Add ide a másik csavarhúzót; ez nem jó « Passe-moi l’autre tournevis ; celui-ci n’est pas bon »                                                                |
| másik       | nom de personne ou de chose              | pronominal | Ez a csavarhúzó nem jó; adj egy másikat « Ce tournevis n’est pas bon ; passe-m’en un autre »                                                                   |
| más         | nom de personne ou de chose au singulier | adjectival | Nem kell más partner « Je n’ai pas besoin d’un autre partenaire »                                                                                              |
| más         | nom de personne ou de chose au singulier | pronominal | Nem kell semmi más « Je n’ai besoin de rien d’autre » |
| mások       | nom de personne ou de chose au pluriel   | pronominal | Az érdekel, amit a barátom mond; amit mások mondanak, nem érdekel « Ce qui m’intéresse, c’est ce que dit mon ami ; ce que d’autres disent ne m’intéresse pas » |
| ki-ki       | nom de personne                          | pronominal | Ki-ki megtalálta a partnerét « Chacun(e) a trouvé son/sa partenaire »                                                                                          |

## Les pronoms généraux
Certains auteurs incluent ces pronoms et adjectifs pronominaux parmi les indéfinis sans les dénommer par un terme à part, mais d’autres les considèrent comme une classe à part ou une sous-classe des indéfinis. Les pronoms généraux sont, comme les indéfinis, composés avec les pronoms interrogatifs, mais ayant comme premier élément akár-, synonyme bár- (à sens concessif), mind- (cumulatif) ou se- (négatif).
- Formés avec akár-/bár- :

| Forme                    | Nature du nom remplacé ou déterminé    | Emploi     | Exemple |
| ------------------------ | -------------------------------------- | ---------- | --- |
| akárki / bárki           | nom de personne                        | pronominal | Ezt akárki meg tudja mondani « N’importe qui peut dire ça »                                                                                |
| akármi / bármi           | nom de chose                           | pronominal | Itt beszélhetünk bármiről « Ici on peut parler de n’importe quoi »                                                                         |
| akármelyik / bármelyik   | nom de personne ou de chose            | adjectival | Akármelyik megoldás jó « N’importe quelle solution est bonne »                                                                             |
| akármelyik / bármelyik   | nom de personne ou de chose            | pronominal | Bármelyikükkel elmehetek « Je peux partir avec n’importe lequel/laquelle d’entre eux/elles »                                               |
| akármilyen / bármilyen   | nom de personne ou de chose            | adjectival | Nem olvasok akármilyen ujságot « Je ne lis pas n’importe quel genre de journal »                                                           |
| akármilyen / bármilyen   | nom de personne ou de chose            | pronominal | Sok újság kapható, de nem olvasok akármilyet « On trouve beaucoup de journaux, mais je n’en lis pas de n’importe quel genre »              |
| akármekkora / bármekkora | nom de chose                           | adjectival | Adhatsz akármekkora szeget « Tu peux me donner un clou de n’importe quelle grandeur »                                                      |
| akármekkora / bármekkora | nom de chose                           | pronominal | Nem számít a szeg nagysága. Adhatsz bármekkorát « La grandeur du clou ne compte pas. Tu peux m’en donner un de n’importe quelle grandeur » |
| akárhány / bárhány       | nom de personne ou de chose au pluriel | adjectival | Akárhány ember jön, én mindet fogadom « Il peut venir n’importe quel nombre de gens, je les reçois tous »                                  |
| akárhány / bárhány       | nom de personne ou de chose au pluriel | pronominal | Jöhet sok ember. Én bárhányat fogadok « Il peut venir beaucoup de gens. J’en reçois n’importe quel nombre »                                |
| akármennyi / bármennyi   | nom de matière                         | adjectival | Bármennyi kávét meg tud inni « Il/Elle peut boire n’importe quelle quantité de café »                                                      |
| akármennyi / bármennyi   | nom de matière                         | pronominal | Adhatsz neki sok kávét. Bármennyit meg tud inni « On peut lui donner beaucoup de café. Il/Elle peut en boire n’importe quelle quantité »   |

- Mind et formés avec mind- :

| Forme                   | Nature du nom remplacé ou déterminé | Emploi     | Exemple                                                                                            |
| ----------------------- | ----------------------------------- | ---------- | -------------------------------------------------------------------------------------------------- |
| mind                    | nom de matière                      | pronominal | Vett egy liter vizet, és mind(et) megitta « Il/Elle a acheté un litre d’eau et l’a bue toute. »    |
| mind                    | nom de personne                     | pronominal | Balesetük volt, de mind jól vannak « Ils/Elles ont eu un accident, mais tou(te)s vont bien »       |
| mind                    | noms de choses                      | pronominal | Sok hely van, de mind foglalt « Il y a beaucoup de places, mais toutes sont occupées »             |
| minden                  | nom de personne ou de chose         | adjectival | Minden ember halandó « Tous les hommes sont mortels »                                              |
| minden                  | nom de chose                        | pronominal | Minden rendben van « Tout est en règle »                                                           |
| mindenki                | noms de personnes                   | pronominal | Mindenki elment ebédelni « Tout le monde est allé déjeuner »                                       |
| mindnyájan              | noms de personnes                   | pronominal | Balesetük volt, de mindnyájan jól vannak « Ils/Elles ont eu un accident, mais tou(te)s vont bien » |
| mindegyik               | nom de personne ou de chose         | adjectival | Mindegyik tanú mást mond « Chaque témoin dit autre chose »                                         |
| mindegyik               | nom de personne ou de chose         | pronominal | Mindegyik mást mond « Chacun(e) dit autre chose »                                                  |
| mindenféle / mindennemű | nom de personne ou de chose         | adjectival | Mindenféle tárgyakat gyűjt « Il/Elle collectionne toutes sortes d’objets »                         |
| mindenféle / mindennemű | nom de personne ou de chose         | pronominal | Mindenféléket gyűjt « Il/Elle en collectionne de toutes sortes »                                   |

- Formés avec se- :

| Forme               | Nature du nom remplacé ou déterminé | Emploi     | Exemple |
| ------------------- | ----------------------------------- | ---------- | --- |
| senki               | nom de personne                     | pronominal | Senki nem/se(m) telefonált « Personne n’a téléphoné » |
| semmi               | nom de chose                        | pronominal | Semmi nincs(en)/sincs(en) a hűtőszekrényben « Il n’y a rien dans le réfrigérateur » |
| semelyik            | nom de personne ou de chose         | adjectival | Semelyik ötlet se(m) jó « Aucune de ces idées n’est bonne » |
| semelyik            | nom de personne ou de chose         | pronominal | Ezek közül az ötletek közül semelyik se(m) jó « Parmi ces idées, aucune n’est bonne » |
| semmilyen/semmiféle | nom de personne ou de chose         | adjectival | Semmilyen/Semmiféle szállodát nem/se(m) találtunk « Nous n’avons trouvé d’hôtel d’aucune sorte »                                                                                            |
| semmilyen/semmiféle | nom de personne ou de chose         | pronominal | Megelégedtünk volna egy rossz szállodával is, de semmilyet/semmifélét nem/se(m) találtunk « Nous nous serions contenté(e)s d’un mauvais hôtel, mais nous n’en avons trouvé d’aucune sorte » |
| semennyi            | nom de matière                      | adjectival | Semennyi bort nem/se(m) ihatok « Je ne peux boire aucune quantité de vin » |
| semennyi            | nom de matière                      | pronominal | Egy fél pohár bor nem sok, de én semennyit nem/se(m) ihatok « Un demi-verre de vin, ce n’est pas beaucoup, mais je ne peux en boire aucune quantité »                                       |

## Sources bibliographiques
- (hu) Balogh, Dezső ; Gálffy, Mózes ; J. Nagy, Mária, A mai magyar nyelv kézikönyve [« Guide du hongrois contemporain »], Bucarest, Kriterion, 1971
- (hu) Bokor, József, Szófajtan [« Les parties du discours »], A. Jászó, Anna (dir.), A magyar nyelv könyve [« Le livre de la langue hongroise »], 8e édition, Budapest, Trezor, 2007,  (ISBN 978-963-8144-19-5), pp. 197–253 (consulté le 12 février 2017)
- (hu) D. Mátai, Mária, « A névmások története a középmagyar kor végéig » [« Histoire des pronoms jusqu’à l’époque du hongrois moyen »], Magyar Nyelvőr, n° 123 1999,  (ISSN 1585-4515) (consulté le 12 février 2017)
- (hu) Erdős, József (dir.), Küszöbszint. Magyar mint idegen nyelv [« Un niveau-seuil. Hongrois langue étrangère »] (consulté le 12 février 2017)
- (hu) Kiefer, Ferenc (dir.), Magyar nyelv [« Langue hongroise »], Budapest, Akadémiai Kiadó, 2006  (ISBN 963 05 8324 0)
- (hu) Laczkó, Krisztina, « Névmás és referencia » [« Pronom et référence »], Magyar Nyelvőr, n° 1, 2001,  (ISSN 1585-4515) (consulté le 12 février 2017)
- Lelkes, István, Manuel de hongrois, Budapest, Tankönykiadó, 1979  (ISBN 963-17-4426-4)
- (hu) Nagy, Kálmán, Kis magyar nyelvtankönyv [« Petite grammaire du hongrois »], Bucarest, Kriterion, 1980
- (hu) P. Lakatos, Ilona (dir.), Grammatikai gyakorlókönyv (mintaelemzésekkel és segédanyagokkal) [« Exercices de grammaire (avec des analyses modèles et des matériaux auxiliaires) »], Budapest, Bölcsész Konzorcium, 2006  (ISBN 963-9704-28-8) (consulté le 12 février 2017)
- Szende, Thomas et Kassai, Georges, Grammaire fondamentale du hongrois, Paris, Langues & Mondes – L’Asiathèque, 2001  (ISBN 2-911053-61-3)